# Имендяшевский сельсовет
Имендяшевский сельсовет (башк. Имәндәш ауыл советы) — муниципальное образование в Гафурийском районе Башкортостана.

## История
Согласно «Закону о границах, статусе и административных центрах муниципальных образований в Республике Башкортостан» имеет статус сельского поселения.

## Население
| 2002  | 2009  | 2010  | 2012  | 2013  | 2014  | 2015  |
| ----- | ----- | ----- | ----- | ----- | ----- | ----- |
| 1504  | ↗1627 | ↘1327 | ↘1280 | ↘1259 | ↘1240 | ↘1216 |
| 2016  | 2017  |       |       |       |       |       |
| ↘1173 | ↘1162 |       |       |       |       |       |

## Состав сельского поселения
| № | Населённый пункт | Тип населённого пункта       | Население |
| - | ---------------- | ---------------------------- | --------- |
| 1 | Карагаево        | село, административный центр | ↘297      |
| 2 | Имендяшево       | село                         | ↘341      |
| 3 | Таишево          | деревня                      | ↘176      |
| 4 | Юрмаш            | деревня                      | ↘175      |
| 5 | Мураз            | деревня                      | ↘124      |
| 6 | Таш-Асты         | деревня                      | ↘123      |
| 7 | Некрасовка       | деревня                      | ↘52       |
| 8 | Новотаишево      | деревня                      | ↘25       |
| 9 | Новые Коварды    | деревня                      | ↘14       |